# 王昆 (歌唱家)

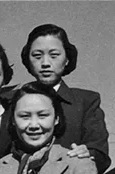
1954年9月时，时任第一届全国人大代表的王昆。下方合影者为演员白杨。

王昆（1925年4月25日—2014年11月21日），女，河北唐县人，中国女高音歌唱家、歌剧表演艺术家。中共十一大代表，第一至三届全国人大河北省代表，第五、六届全国政协委员。

## 生平
王昆是河北省唐县南关村人。1937年，王昆在家乡随姑姑、堂姐等参加抗日战争，在县妇救会做抗日宣传工作，时年仅12岁。1938年，当选为县妇救会宣传部长，兼任抗日小学的音乐教员。1939年4月，参加了由延安来晋察冀的“西北战地服务团”（西战团）。1943年4月1日，王昆加入中国共产党。1944年，王昆随西战团到延安并入鲁艺工作团。1945年在歌剧《白毛女》的首场演出中扮演主角喜儿。曾演唱《南泥湾》、《秋收》、《夫妻识字》、《陕北道情》等歌曲。
建国后，1964年起任东方歌舞团艺委会主任、独唱演员。1964年参加大型音乐史诗《东方红》的演出，演唱《农友歌》。1982年任东方歌舞团团长兼党委书记，培养了远征、郑绪岚、朱明瑛等著名歌唱家。1980年代初大力支持流行音乐发展，使中国第一个摇滚歌星崔健得以崭露头角。郭峰说：“要是没有王昆老师，就没有我们，没有现在的流行乐坛。没有她，《让世界充满爱》这首歌不会问世。”
2014年11月21日王昆去世，享年89岁。

## 家庭
王昆1943年与作曲家周巍峙结婚。1980年代，周曾任中华人民共和国文化部部长、党组书记和全国文联主席。2014年9月12日周巍峙逝世。
父亲王德寿，三叔王鹤寿为中共革命家、高级干部。弟弟王仲奇为热力涡轮机械专家，中国工程院院士。